# Іванопіль (Хмільницький район)
Івано́піль — село в Україні, у Іванівській сільській громаді Хмільницького району Вінницької області. Населення становить 753 особи.

## Назва
7 червня 1946 р. село Янопіль Забузької сільської Ради Хмільницького району отримало назву «Іванопіль».

## Історія
На 1880 р. село належало графу Альфреду Потоцькому, входило до Пиківської волості Вінницького повіту Подільської губернії. Було 27 будинків.

## Особистості
Серед уродженців села:
- Маєргойз Ісаак Мойсейович (1908—1975) —економіко-географ, країнознавець.